# Гутарка (літературний жанр)
Гу́тарка (біл. бесіда, розмова) — один з жанрів фольклорної та анонімної білоруської літератури XIX ст.; віршований монолог або діалог, у формі неквапливої, доказової промови. Гутарка потребувала зацікавленого слухача, співрозмовника. А повідача, для більшої переконливості, зображували як мудру й досвідчену людину. В ній переважали інтонації живого народного мовлення, що виявлялися у лексиці, синтаксисі, ритмічному ладі. Писалася гутарка райошником, силабічним, акцентно-складовим, силабо-тонічним віршом (чотиристопний хорей). Жанр користувався популярністю серед народу, бо друкована білоруська література не могла повноцінно розвиватися через політику царизму. Гутарки передавали в усній або письмовій формі.
Стилістично дуже відрізнялася від попередніх бурлескних чи фольклорно-романтичних творів заглибленням в буття білоруського народу: висвітлювалися гострі суспільно-політичні (земля, воля, скасування кріпосного права) і моральні (правда і кривда, п'янство) проблеми простого народу. Можна казати про простоту творів, що зумовлювалось намаганням автора жвавим і дохідливим твором привернути увагу простого неосвіченого селянина. Ще однією особливістю була безсюжетність, відсутність якихось конкретних фактів чи подій. Цим вона протиставляється гавенді — сюжетний, епічний твір, тісно пов'язаний з фольклорною поетикою. Важливою була національна-пробуджувальна функція гутарок, яка давала зрозуміти що білоруська література існує і розвивається та надихала на створення нових творів.
Особливого розповсюдження набули «Гутарка Данілы са Сьцяпанам», «Гутарка ў карчме», «Гутарка старога дзеда», «Вось цяпер які люд стаў», «Гутарка Паўлюка» й інші. Гутарки мали певний вплив на окремі літературні жанри — поему, оповідання. Під впливом віршованих гутарок виникли прозаїчні художньо-публіцистичні гутарки («Перадсьмяротны разгавор пустэльніка Пятра», «Дзядзька Антон, або Гутарка аб усім чыста, што баліць, а чаму баліць — не ведаем» й інші).